# Colotes de Làmpsac
Colotes (en grec antic: Κολώτης Λαμψακηνός, Kolṓtēs Lampsakēnós) va ser un filòsof de l'antiga Grècia natural de Làmpsac que va viure al segle iii aC. Era de l'escola epicúria, i va ser un dels deixebles més famosos d'Epicur.
Plutarc diu que era molt intel·ligent, però també dogmàtic i molt intolerant. Feia atacs violents contra Sòcrates i altres filòsofs, i Epicur l'anomenava afectuosament Koλωτάρας i Koλωτάριoς. Plutarc també explica que Colotes, després d'escoltar un discurs d'Epicur sobre la naturalesa de les coses, va caure de genolls davant seu i li va dir que l'instruís. Colotes deia també que no es podia ensenyar filosofia a través de les faules, cosa a què s'oposà Ciceró (Rep., VI 7).
Va escriure un llibre per demostrar que no es podia viure d'acord amb les doctrines d'altres filòsofs (ὅτι κατὰ τὰ τῶν ἄλλων φιλοσόφων δόγματα οὐδὲ ζῆν ἐστιν) dedicat a un dels reis Ptolemeus, probablement Ptolemeu IV Filopàtor. Per refutar-lo Plutarc va escriure dues obres, un diàleg per demostrar que era «impossible viure agradablement segons Epicur» i un llibre Contra Colotes. La seva obra no forma part de la tradició manuscrita, i solament es conserva de manera fragmentària. No obstant això, es van trobar uns fragments a la Vil·la dels Papirs d'Herculà que pertanyen a una obra de Colotes contra el llibre Lisis de Plató.